# Gottlieb Matthias Lippart

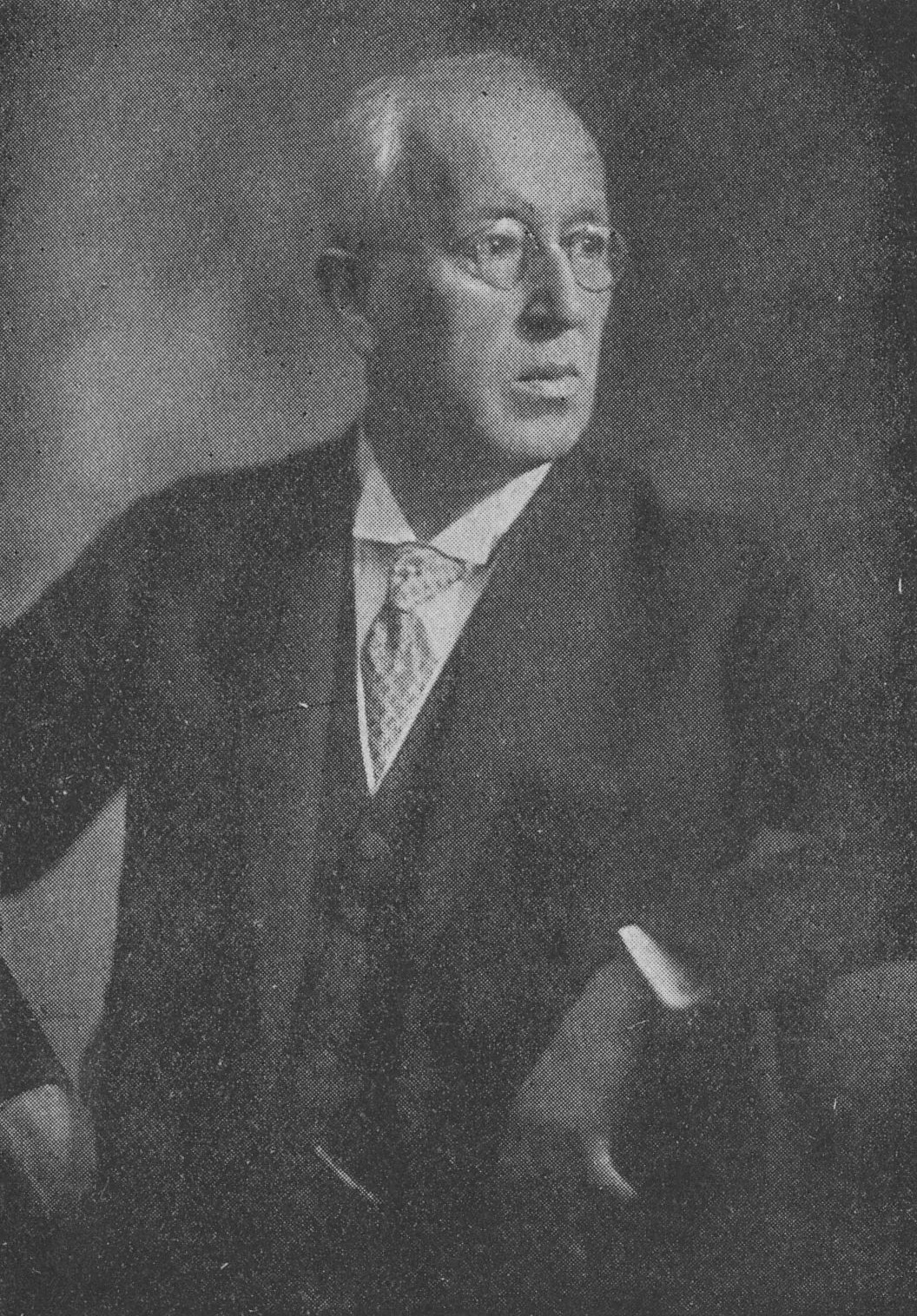
Gottlieb Matthias Lippart, um 1926

Gottlieb Matthias Lippart (* 19. Oktober 1866 Würding bei Ortenburg; † 26. März 1930 in München) war ein deutscher Maschinenbauingenieur und Industriemanager. 

## Leben
Nach dem Besuch der Kreisrealschule studierte Gottlieb Matthias Lippart ab 1885 Maschinenbau an der Polytechnischen Schule München, wo er Mitglied des Corps Cisaria wurde. 1889 legte er die Staatsprüfung in Maschinenbau ab und nahm eine erste Anstellung in der Industrie bei der Linde’s Eismaschinen AG in Wiesbaden an. 1891 holte ihn Anton Rieppel als Konstrukteur für Kraftmaschinen und Pumpen zur Maschinenbau-AG Nürnberg. Schon nach kurzer Zeit übernahm er Managementaufgaben. Er verantwortete den Bau einer neuen Fabrik in Gibitzenhof und die Planung dessen Fertigungsprogramms. Er führte die Serienfertigung von Verbrennungskraftmaschinen und Kraftzentralen ein. An dem Zusammenschluss mit der Maschinenfabrik Augsburg AG zur Vereinigten Maschinenfabrik Augsburg und Maschinenbauges. Nürnberg AG (MAN) war er maßgeblich beteiligt.
Nach der Übernahme des Gasmaschinenbaus von Krupp-Gruson in Magdeburg im gleichen Jahr ließ er erste von Hans Richter (1868–1910) konstruierte Großkraftmaschinen mit einer Leistung von 500 bis 1000 PS fertigen, wodurch MAN in Deutschland im Bau von Großkraftmaschinen führend wurde. Ab 1903 erhöhte er die maximale Leistung auf 1500 PS. In doppeltwirkender Tandem-Ausführung als Einzel- bzw. Zwillings-Tandem-Maschinen konnte er Leistungen von 4400 bzw. 6000 PS erreichen. Nachdem er 1905 von Richter auch die Leitung des technischen Büros für den Kraftmaschinenbau übernommen hatte, realisierte er in der Folgezeit die Fertigung ortsfester, liegender Vier- und Zweitakt-Dieselmotoren im Nürnberger Werk. Seit 1907 technischer Vorstand der MAN nahm er 1910 die Serienfertigung eines stehenden Zweitakt-Schiffsdiesel auf. 1914 fertigte er einen Sechszylinder-Schiffsdieselmotor mit 12.000 PS Leistung, den er ab 1919 als doppeltwirkende Zweitaktmaschine für die Handelsschifffahrt weiterentwickelte.
Neben dem Großkraftmaschinenbau baute er ab 1913 was Werk Gibitzendorf zum Waggonbau und zur Fertigung von Transportmaschinen für den Bahn-, Hütten- und Hafenverkehr aus. Ab 1909 führte er eine systematische Qualitätseingangskontrolle der eingekauften Rohstoffe, ein Grenzlehrensystem zur Qualitätskontrolle produzierter Einzelteile sowie ein Kostenkalkulationssystem, das auf Stückkosten, Materialverbrauch und Lohnbe- und -verrechnung basierte, ein. Sein besonderes Anliegen war die betriebsinterne Aus- und Weiterbildung. 1912 erstellte er in für die firmeneigene Nürnberger Werkschule einen Ausbildungslehrplan, der zur Gesellenprüfung führte. Außerdem wurde ein firmeninternes Sonderausbildungsprogramm in 16 verschiedenen Berufen erstellt.
Zusammen mit Otto Rieppel und Otto Gertung (1871–1929) verhandelte er, dass 1920 die Gutehoffnungshütte als kapitalstarker Rohstoffkonzern die Aktienmehrheit bei MAN übernahm. Das Werk Duisburg verkaufte er 1921 an die Rheinischen Stahlwerke. Durch die Zeit der Inflation und der Weltwirtschaftskrise führte er den Konzern durch Rationalisierungsmaßnahmen insbesondere im Werk Nürnberg, wo er auch den Nutzfahrzeugbau aufnahm. 1927 wechselte er vom Vorstand in den Aufsichtsrat.
Innerhalb des Vereins Deutscher Ingenieure (VDI) gehörte er seit 1919 dem Ausschuss für technisches Schulwesen an, von 1923 bis 1930 als dessen Vorsitzender. Von 1919 bis 1929 war er Kurator des VDI und Vorsitzender des Wissenschaftlichen Beirats. Er gehörte dem Präsidium des Deutschen Normenausschusses an und war von 1926 bis 1930 Vorsitzender des Bayerischen Industriellenverbandes.
Sein Sohn war der Maschinenbauingenieur und Manager Walter Lippart.

## Auszeichnungen
- Dr.-Ing. E. h. der Technischen Hochschule München, 1914
- Ehrensenator der Technischen Hochschule München, 1929
- Geheimer Baurat
- Ehrenmitglied des VDI, 1929

## Schriften
- Die Ausbildung des Lehrlings in der Werkstätte. In: Technik und Wirtschaft, 5. Jahrgang, 1912, S. 501–18
- Die zukünftigen Erfordernisse der Lehrlingsausbildung der mechanischen Industrie. In: Technik und Wirtschaft, 11. Jahrgang, 1918, S. 340–350
- Der Dawesplan und die deutsche Wirtschaft. In: Technik und Wirtschaft, 18. Jahrgang, 1925, S. 49–54
- Ingenieur und wirtschaftliches Denken. In: Technik und Wirtschaft, 19. Jahrgang, 1926, S. 1–10
- Persönlichkeit und technisches Schaffen. In: Technik und Wirtschaft, 20. Jahrgang, 1927, S. 33–37
- Einleitender Bericht über zukünftige Lehrlingsausbildung in der mechanischen Industrie. 1919
- Zur Ingenieur-Erziehung. In: Zeitschrift des Vereines Deutscher Ingenieure, 66. Jahrgang, 1922, S. 1109–1113
- Über wissenschaftliche Arbeit und Forschung in der Maschinenindustrie. In: Zeitschrift des Vereines Deutscher Ingenieure, 68. Jahrgang, 1924, S. 89–93